# Marathon van Brussel 2005
De marathon van Brussel 2005 vond plaats op zondag 28 augustus 2005. Het was de tweede editie van deze marathon.
De wedstrijd werd bij de mannen gewonnen door de Keniaan Samson Kosgei in 2:12.03; bij de vrouwen was zijn landgenote Roseline Nyangacha de snelste in 2:37.48.
Het evenement werd gesponsord door ING.
In totaal finishten er 784 lopers.

## Uitslagen

### Marathon
Mannen
| rang   | naam                | land | tijd    |
| ------ | ------------------- | ---- | ------- |
| Goud   | Samson Kosgei       | KEN  | 2:12.03 |
| Zilver | David Kiptarus      | KEN  | 2:15.24 |
| Brons  | Tadesse Hailemariam | ETH  | 2:16.51 |
| 4      | Rik Ceulemans       | BEL  | 2:17.14 |
| 5      | Gino Van Geyte      | BEL  | 2:17.35 |
| 6      | Koen Neven          | BEL  | 2:24.38 |
| 7      | David Koech         | KEN  | 2:24.50 |
| 8      | Gabriel Muchiri     | KEN  | 2:25.26 |
| 9      | Oleg Otmakhov       | RUS  | 2:25.31 |
| 10     | Christopher Koskei  | KEN  | 2:26.01 |

Vrouwen
| rang   | naam                      | land | tijd    |
| ------ | ------------------------- | ---- | ------- |
| Goud   | Roseline Nyangacha        | KEN  | 2:37.48 |
| Zilver | Lyudmila Afonjushkina     | RUS  | 2:47.20 |
| Brons  | Elena Yegorova            | RUS  | 2:48.51 |
| 4      | Virginie Vandroogenbroeck | BEL  | 2:55.24 |
| 5      | Els Rens                  | BEL  | 3:06.43 |
| 6      | Karen Walker              | FRA  | 3:12.26 |
| 7      | Linda Nel                 | FRA  | 3:18.17 |
| 8      | Inez Jacquemart           | BEL  | 3:23.33 |
| 9      | Marie-Anne Chaihan-Bouloc | FRA  | 3:24.26 |
| 10     | Heidi Curinckx            | BEL  | 3:36.07 |

### Halve marathon
Mannen
| rang   | naam               | land | tijd    |
| ------ | ------------------ | ---- | ------- |
| Goud   | Guy Fays           | BEL  | 1:06.45 |
| Zilver | Lambert Ndaykesa   | BUR  | 1:06.45 |
| Brons  | Frederic Collignon | BEL  | 1:06.45 |

Vrouwen
| rang   | naam               | land | tijd    |
| ------ | ------------------ | ---- | ------- |
| Goud   | Claudia Stalder    | BEL  | 1:23.42 |
| Zilver | Sharon Miller      | USA  | 1:31.39 |
| Brons  | Alicia Jaen Parras | ESP  | 1:33.29 |

2004 ·
2005 ·
2006 ·
2007 ·
2008 ·
2009 ·
2010 ·
2011 ·
2012 ·
2013 ·
2014 ·
2015 ·
2016 ·
2017 ·
2018 ·
2019 ·
2022 ·
2023 ·
2024 ·
2025